# Grand Prix Formule 1 van Zuid-Afrika 1962
De Grand Prix Formule 1 van Zuid-Afrika 1962 werd gehouden op 29 december op het Prince George Circuit in Oos-Londen. Het was de negende en laatste race van het seizoen. 

## Uitslag
| Pos. | Nr. | Coureur                 | Constructeur      | Rondes | Tijd / Oorzaak uitval | Grid | Punten |
| ---- | --- | ----------------------- | ----------------- | ------ | --------------------- | ---- | ------ |
| 1    | 3   | Graham Hill             | BRM               | 82     | 2:08:03.3             | 2    | 9      |
| 2    | 8   | Bruce McLaren           | Cooper-Climax     | 82     | + 49.8                | 8    | 6      |
| 3    | 9   | Tony Maggs              | Cooper-Climax     | 82     | + 50.3                | 6    | 4      |
| 4    | 10  | Jack Brabham            | Brabham-Climax    | 82     | + 53.8                | 3    | 3      |
| 5    | 11  | Innes Ireland           | Lotus-Climax      | 81     | + 1 ronde             | 4    | 2      |
| 6    | 20  | Neville Lederle         | Lotus-Climax      | 78     | + 4 ronden            | 10   | 1      |
| 7    | 4   | Richie Ginther          | BRM               | 78     | + 4 ronden            | 7    |        |
| 8    | 18  | John Love               | Cooper-Climax     | 78     | + 4 ronden            | 12   |        |
| 9    | 5   | Bruce Johnstone         | BRM               | 76     | + 6 ronden            | 17   |        |
| 10   | 14  | Ernie Pieterse          | Lotus-Climax      | 71     | + 11 ronden           | 13   |        |
| 11   | 15  | Carel Godin de Beaufort | Porsche           | 70     | Benzinesysteem        | 16   |        |
| NF   | 1   | Jim Clark               | Lotus-Climax      | 62     | Olielek               | 1    |        |
| NF   | 21  | Doug Serrurier          | LDS-Alfa Romeo    | 62     | Radiator              | 14   |        |
| NF   | 7   | Roy Salvadori           | Lola-Climax       | 56     | Benzinelek            | 11   |        |
| NF   | 22  | Mike Harris             | Cooper-Alfa Romeo | 31     | Wiellager             | 15   |        |
| NF   | 6   | John Surtees            | Lola-Climax       | 26     | Motor                 | 5    |        |
| NF   | 2   | Trevor Taylor           | Lotus-Climax      | 11     | Versnellingsbak       | 9    |        |
| WD   | 12  | Gary Hocking            | Lotus-Climax      |        |                       |      |        |
| WD   | 16  | Syd van der Vyver       | Lotus-Climax      |        | Wagen beschadigd      |      |        |
| WD   | 17  | Tony Settember          | Emeryson-Climax   |        |                       |      |        |
| WD   | 19  | Sam Tingle              | Lotus-Climax      |        |                       |      |        |

## Statistieken
| Pole-position | Jim Clark | Lotus-Climax | 1:29.3 |
| Snelste ronde | Jim Clark | Lotus-Climax | 1:31.0 |

## Noot
- Dit was het debuut voor de Zuid-Afrikaanse coureurs Mike Harris, Bruce Johnstone, Neville Lederle, Ernie Pieterse, Doug Serrurier en Syd van der Vyver, en de Rhodesische coureurs John Love, Sam Tingle en Gary Hocking (Hocking was louter ingeschreven; hij overleed een week vóór deze Grand Prix) - de eerste coureurs uit Rhodesië.
- Eerste wereldtitel voor Graham Hill en tweede wereldtitel voor een Britse coureur. Graham Hill was de zevende coureur die wereldkampioen werd.

1960 · 1960 II · 1961 · 1962 · 1963 · 1965 · 1966 · 1967 · 1968 · 1969 · 1970 · 1971 · 1972 · 1973 · 1974 · 1975 · 1976 · 1977 · 1978 · 1979 · 1980 · 1981 · 1982 · 1983 · 1984 · 1985 · 1992 · 1993